# 1. deild 1995 (Islanda)
La 1. deild 1995 fu la 84ª edizione della massima serie del campionato di calcio islandese disputata tra il 23 maggio e il 23 settembre 1995 e conclusa con la vittoria del ÍA, al suo sedicesimo titolo e quarto consecutivo.
Capocannoniere del torneo fu Arnar Gunnlaugsson (ÍA) con 15 reti.

## Formula
Come nella stagione precedente le squadre partecipanti furono dieci e si incontrarono in un turno di andata e ritorno per un totale di diciotto partite.
Le ultime due classificate retrocedettero in 2. deild karla.
Le squadre qualificate alle coppe europee furono quattro: i campioni e la seconda alla Coppa UEFA 1996-1997, il vincitore della coppa nazionale alla Coppa delle Coppe 1996-1997 e un'ulteriore squadra alla Coppa Intertoto 1996.

## Squadre partecipanti
| Club       | Città          | Stadio | Posizione 1994     |
| ---------- | -------------- | ------ | ------------------ |
| Fram       | Reykjavík      |        | 6°                 |
| ÍBV        | Vestmannaeyjar |        | 8°                 |
| Valur      | Reykjavík      |        | 4°                 |
| KR         | Reykjavík      |        | 5°                 |
| Grindavík  | Grindavík      |        | 2. deild           |
| Breiðablik | Kópavogur      |        | 7°                 |
| ÍA         | Akranes        |        | Campione d'Islanda |
| Keflavík   | Keflavík       |        | 3°                 |
| FH         | Hafnarfjörður  |        | 2°                 |
| Leiftur    | Fjallabyggð    |        | 2. deild           |

## Classifica finale
|                    | Pos. | Squadra    | Pt | G  | V  | N | P  | GF | GS | DR  |
| ------------------ | ---- | ---------- | -- | -- | -- | - | -- | -- | -- | --- |
| Islanda (bandiera) | 1.   | ÍA         | 49 | 18 | 16 | 1 | 1  | 50 | 15 | +35 |
|                    | 2.   | KR         | 35 | 18 | 11 | 2 | 5  | 33 | 22 | +11 |
|                    | 3.   | ÍBV        | 31 | 18 | 10 | 1 | 7  | 41 | 29 | +12 |
|                    | 4.   | Keflavík   | 26 | 18 | 6  | 8 | 4  | 28 | 29 | -1  |
|                    | 5.   | Leiftur    | 24 | 18 | 7  | 3 | 8  | 32 | 34 | -2  |
|                    | 6.   | Grindavík  | 23 | 18 | 7  | 2 | 9  | 26 | 29 | -3  |
|                    | 7.   | Valur      | 23 | 18 | 7  | 2 | 9  | 26 | 34 | -8  |
|                    | 8.   | Breiðablik | 18 | 18 | 5  | 3 | 10 | 24 | 31 | -7  |
|                    | 9.   | FH         | 15 | 18 | 4  | 3 | 11 | 26 | 42 | -16 |
|                    | 10.  | Fram       | 12 | 18 | 3  | 3 | 12 | 18 | 39 | -21 |

Legenda:
      Campione d'Islanda
      Ammesso alla Coppa delle Coppe
      Ammesso alla Coppa UEFA
      Ammesso alla Coppa Intertoto
      Retrocesso in 2. deild karla
Note:
Tre punti a vittoria, uno a pareggio, zero a sconfitta.

### Verdetti
- ÍA Campione d'Islanda 1995
- ÍBV qualificato alla Coppa UEFA
- KR qualificato alla Coppa delle Coppe
- Keflavík qualificato alla Coppa Intertoto
- FH e Fram retrocesse in 2. deild karla.